# Рудольф Бальц
Рудольф Бальц (нім. Rudolf Baltz; 2 липня 1920, Шарлоттенбург — 20 квітня 2008, Ведель) — німецький офіцер-підводник, оберлейтенант-цур-зее крігсмаріне.

## Біографія
1 жовтня 1938 року вступив на флот. З 1 травня 1940 року служив на мінному загороджувачі «Танненберг». У вересні 1940 року був поранений. Після одужання з 1 листопада 1940 по 30 березня 1941 року пройшов курс підводника. З 31 березня по 24 листопада 1941 року — дивізійний офіцер в 24-й флотилії. З 2 січня 1942 року — 1-й вахтовий офіцер на підводному човні U-603. З1 квітня по 2 травня 1943 року пройшов курс командира човна. З 3 травня 1943 по 28 січня 1944 року — командир U-603, на якому здійснив 2 походи (разом 129 днів у морі). 12 травня 1943 року потопив норвезький торговий пароплав Brand водотоннажністю 4819 тонн, який перевозив 2500 тонн борошна, 1000 тонн боєприпасів і 4500 тонн різної техніки; 3 з 42 членів екіпажу загинули. 29 січня 1944 року переданий в розпорядження 1-ї флотилії. З 28 березня 1944 року — навчальний офіцер роти фенріхів 1-го, з 21 лютого 1945 року — роти фенріхів 2-го навчального дивізіону підводних човнів. В квітні 1945 року переданий в розпорядження командного пункту підводних човнів в Бергені. 8 травня 1945 року взятий в полон британськими військами. 5 серпня 1945 року звільнений.

## Звання
- Кандидат в офіцери (1 жовтня 1938)
- Морський кадет (1 липня 1939)
- Фенріх-цур-зее (1 грудня 1939)
- Оберфенріх-цур-зее (1 серпня 1940)
- Лейтенант-цур-зее (1 квітня 1941)
- Оберлейтенант-цур-зее (1 січня 1943)

## Нагороди
- Нагрудний знак «За поранення» в чорному (1940)
- Нагрудний знак флоту (7 жовтня 1942)
- Залізний хрест
  - 2-го класу (10 грудня 1942)
  - 1-го класу (17 червня 1943)
- Нагрудний знак підводника (27 березня 1943)
- Фронтова планка підводника в бронзі (27 вересня 1944)